# San Rafael (Ibiza)
Sant Rafel de sa Creu (en espagnol : San Rafael) est un village de l'île espagnole d'Ibiza. Il est situé sur la route principale qui relie la ville d'Ibiza à San Antonio et à quelques pas de deux des discothèques les plus célèbres d'Ibiza, Amnesia et Privilege. 
San Rafael est un petit village tranquille avec guère plus qu'une église, quelques bars et restaurants. La majorité de la population du village vit dans la campagne environnante. 

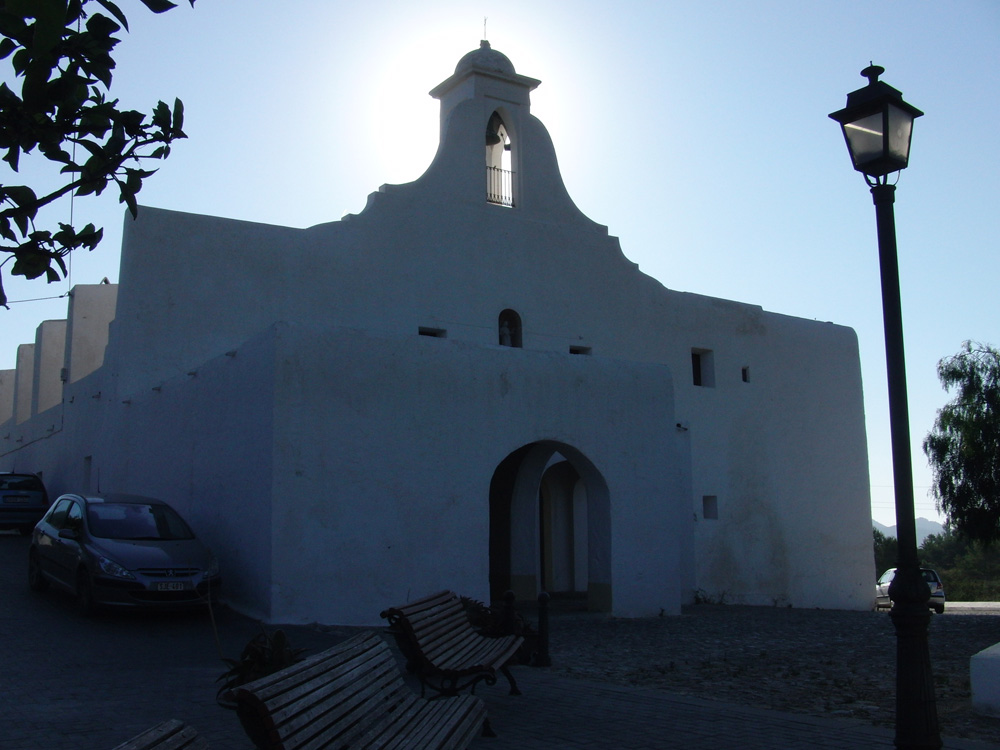
L'église de San Rafael.